# Mohlendorph Creek
De Molendorph Creek is een beek in Broadview, een wijk van Seattle. De beek is 0,5 km lang en stroomt zijn gehele traject door het Carkeek Park. De Molendorph Creek mondt uit in de Venema Creek.
De beek is vernoemd naar "Theodore R. Mohlendorph" (1923-1991), een lokaal bioloog. De naam Molendorph Creek wordt gebruikt sinds 1989 en staat sinds 9 december 1998 geregistreerd in de database van de United States Geological Survey (USGS).